# Armando de Moraes Ancora Filho
Armando de Moraes Ancora Filho GCMM (Rio de Janeiro, 3 de novembro de 1927 – Rio de Janeiro,  4 de dezembro de 2020) foi um general do Exército Brasileiro.
Filho do Marechal Armando de Moraes Ancora, Comandante do I Exercito e Ministro da Guerra Interino no Governo de João Goulart, graduou-se Aspirante a Oficial da Arma de Cavalaria em primeiro lugar de sua turma na Academia Militar de Agulhas Negras em 1948.
Chefiou a Comissão do Exército Brasileiro em Washington (CEBW) entre 19 de fevereiro de 1975 e 3 de março de 1977.
Foi Chefe do Departamento-Geral do Pessoal, entre 16 de abril de 1990 e 5 de setembro de 1991. Admitido à Ordem do Mérito Militar, foi promovido em agosto de 1990 ao seu último grau, a Grã-Cruz.
Em seguida, foi Comandante Militar do Nordeste, em Recife, de 14 de agosto de 1991 a 17 de setembro de 1993.
Respondeu interinamente pelo Ministério do Exército no Governo de Itamar Franco.
Era sogro do General Walter Braga Netto, que foi Ministro da Defesa no Governo Jair Bolsonaro.